# Höghäran (Brändö, Åland)
Höghäran är en ö i Åland (Finland). Den ligger i Skärgårdshavet och i kommunen Brändö i landskapet Åland, i den sydvästra delen av landet. Ön ligger omkring 63 kilometer nordöst om Mariehamn och omkring 230 kilometer väster om Helsingfors.
Öns area är 4,5 hektar och dess största längd är 360 meter i nord-sydlig riktning.